# Bo-Anders Thornberg
Bo-Anders Thornberg, född 25 februari 1948, död 16 april 2013 i Hässleholm, var en svensk politiker (moderat). Han var kommunstyrelsens ordförande tillika kommunalråd i Hässleholms kommun från valet 2006 till februari 2009 för den styrande borgerliga majoriteten inklusive det lokala partiet Folkets väl.